# Prefectura apostólica de Tongzhou
La prefectura apostólica de Tongzhou o de Tungchow (en latín: Praefectura Apostolica Tungchovensis y en chino: 天主教同州监牧区) es una circunscripción eclesiástica de la Iglesia católica en China. Se trata de una prefectura apostólica latina, inmediatamente sujeta a la Santa Sede. Desde el 4 de noviembre de 2002 su prefecto apostólico es el obispo ("oficial") Joseph Tong Changping, aunque para el Anuario Pontificio es sede vacante desde 1973. La Asociación Patriótica Católica China la elevó a diócesis en 2001 y la renombró diócesis de Weinan, sin el asentimiento de la Santa Sede.

## Territorio y organización
La prefectura apostólica tiene 17 000 km² y extiende su jurisdicción sobre los fieles católicos de rito latino residentes en parte de la provincia de Shaanxi.
La sede de la prefectura apostólica se encontraba en la ciudad de Tongzhou, en donde se halla la catedral. La sede de la diócesis patriótica fue trasladada a la ciudad de Weinan.
En 1950 en la prefectura apostólica existían 10 parroquias.

## Historia
La misión sui iuris de Tongzhou (Tungchow) fue erigida el 3 de noviembre de 1931 con el breve Litteris apostolicis del papa Pío XI, obteniendo el territorio del vicariato apostólico de Xi'anfu (hoy arquidiócesis de Xi'an).
El 8 de abril de 1935 la misión sui iuris fue elevada al rango de prefectura apostólica con la bula Ad maioris dignitatis del papa Pío XI.
En diciembre de 1948 el Partido Comunista de China capturó Tongzhou, se impuso en la guerra civil y proclamó la República Popular China el 1 de octubre de 1949. El 4 de septiembre de 1951 China comunista expulsó al nuncio apostólico Antonio Riberi y la Santa Sede continuó reconociendo a la República de China en Taiwán como el legítimo gobierno chino. Todos los misioneros extranjeros fueron expulsados de China comunista desde 1952, entre ellos el presbítero Pietro Moretti.
La Asociación Patriótica Católica China fue creada con el apoyo de la Oficina de Asuntos Religiosos de la República Popular de China en 1957, con el objetivo de controlar las actividades de los católicos en China. Su nombre público es Iglesia católica china y es referida como la "Iglesia oficial" en contraposición a la "Iglesia subterránea" o "Iglesia clandestina" leal a la Santa Sede.
En el período de 1966 a 1976 la Revolución Cultural se ensañó especialmente contra la religión, destruyéndose numerosas iglesias y cesaron todas las actividades religiosas en la prefectura apostólica. A principios de la década de 1980 la prefectura apostólica reanudó sus operaciones.
La prefectura de Tongzhou, reconocida por el gobierno chino como diócesis de Weinan, cuenta con dos obispos "oficiales" desde la reintroducción de los cultos en China a principios de los años 1980: Laurence Zhang Wenbin, ordenado obispo en 1981 y fallecido el 25 de diciembre de 2002, y Joseph Tong Changping, ordenado sacerdote el 4 de noviembre de 2002.
El 22 de septiembre de 2018 se firmó en Pekín el Acuerdo provisional entre la Santa Sede y la República Popular de China sobre el nombramiento de los obispos. El 22 de octubre de 2020 el acuerdo fue prorrogado por otros dos años y en octubre de 2022 por otros dos años más.
Debido a la situación particular de la Iglesia católica en China, la Santa Sede no nombra obispos para las diócesis chinas, que son sedes oficialmente vacantes incluso en presencia de obispos reconocidos por Roma.

## Estadísticas
Según el Anuario Pontificio 2002 la prefectura apostólica tenía a fines de 1950 un total de 6650 fieles bautizados.
| Año                                                                             | Población            | Población | Población      | Sacerdotes | Sacerdotes    | Sacerdotes    | Bautizados por sacerdote | Diáconos permanentes | Religiosos | Religiosos | Parroquias |
| Año                                                                             | Bautizados católicos | Total     | % de católicos | Total      | Clero secular | Clero regular | Bautizados por sacerdote | Diáconos permanentes | Varones    | Mujeres    | Parroquias |
| ------------------------------------------------------------------------------- | -------------------- | --------- | -------------- | ---------- | ------------- | ------------- | ------------------------ | -------------------- | ---------- | ---------- | ---------- |
| 1950                                                                            | 6650                 | 1 370 000 | 0.5            | 19         | 7             | 12            | 350                      |                      |            | 9          | 10         |
| Fuente: Catholic-Hierarchy, que a su vez toma los datos del Anuario Pontificio. |                      |           |                |            |               |               |                          |                      |            |            |            |

Según las estadísticas reportadas por la Agencia Fides, en 2012 la prefectura apostólica contaba con 12 000 fieles, con 31 iglesias y capillas, 30 sacerdotes, y 40 religiosas de la Congregación del Sagrado Corazón de Jesús.

## Episcopologio
- Pietro Moretti, O.F.M. † (22 de abril de 1932-1973 falleció)
  - Sede vacante
  - Laurence Zhang Wenbin † (1981-25 diciembre de 2002 falleció) (obispo oficial)
  - Joseph Tong Changping, desde el 4 de noviembre de 2002 (obispo oficial)